# Olympische Sommerspiele 2020/Schießen – Trap (Männer)
Das Trapschießen der Männer bei den Olympischen Spielen 2020 in Tokio fand vom 28. bis 29. Juli 2021 in der Asaka Shooting Range statt.

## Titelträger
| Olympiasieger | Josip Glasnović       | Rio de Janeiro 2016 |
| Weltmeister   | Matthew Coward-Holley | Lonato 2019         |

## Ergebnisse

### Qualifikation
| Rang | Athlet                | Nation             | 1  | 2  | 3  | 4  | 5  | Gesamt    | Stechen | Anm. |
| ---- | --------------------- | ------------------ | -- | -- | -- | -- | -- | --------- | ------- | ---- |
| 1    | Jiří Lipták           | Tschechien         | 25 | 24 | 25 | 25 | 25 | 124       |         | Q    |
| 2    | Matthew Coward-Holley | Großbritannien     | 24 | 24 | 25 | 25 | 25 | 123       | +21     | Q    |
| 3    | Abdulrahman al-Faihan | Kuwait             | 24 | 25 | 25 | 24 | 25 | 123       | +20     | Q    |
| 4    | David Kostelecký      | Tschechien         | 25 | 24 | 24 | 25 | 25 | 123       | +5      | Q    |
| 5    | Yu Haicheng           | China              | 24 | 24 | 25 | 25 | 25 | 123       | +2      | Q    |
| 6    | Jorge Orozco          | Mexiko             | 25 | 24 | 23 | 25 | 25 | 122       | +17     | Q    |
| 7    | Talal al-Rashidi      | Kuwait             | 24 | 24 | 24 | 25 | 25 | 122       | +16     |      |
| 8    | Alexei Alipow         | ROC                | 25 | 25 | 23 | 24 | 25 | 122       | +10     |      |
| 9    | Alberto Fernández     | Spanien            | 23 | 25 | 25 | 24 | 25 | 122       | +6      |      |
| 10   | Mauro De Filippis     | Italien            | 25 | 24 | 25 | 23 | 25 | 122       | +1      |      |
| 11   | Erik Varga            | Slowakei           | 24 | 25 | 24 | 25 | 24 | 122       | +1      |      |
| 12   | Brian Burrows         | Vereinigte Staaten | 25 | 24 | 23 | 24 | 25 | 121       |         |      |
| 13   | Mohammed al-Rumaihi   | Katar              | 23 | 25 | 24 | 25 | 24 | 121       |         |      |
| 14   | Yang Kun-pi           | Chinesisch Taipeh  | 25 | 24 | 23 | 25 | 24 | 121       |         |      |
| 15   | Andreas Löw           | Deutschland        | 24 | 24 | 25 | 24 | 24 | 121       |         |      |
| 16   | Abdel-Aziz Mehelba    | Ägypten            | 24 | 24 | 25 | 25 | 23 | 121       |         |      |
| 17   | Savate Sresthaporn    | Thailand           | 24 | 25 | 25 | 24 | 23 | 121       |         |      |
| 18   | Gian Marco Berti      | San Marino         | 25 | 25 | 24 | 24 | 23 | 121       |         |      |
| 19   | Ahmed Zaher           | Ägypten            | 22 | 24 | 25 | 25 | 24 | 120       |         |      |
| 20   | João Azevedo          | Portugal           | 23 | 25 | 24 | 25 | 23 | 120 CB:12 |         |      |
| 21   | James Willett         | Australien         | 23 | 25 | 24 | 25 | 23 | 120 CB:2  |         |      |
| 22   | Josip Glasnović       | Kroatien           | 24 | 24 | 25 | 24 | 23 | 120       |         |      |
| 23   | Aaron Heading         | Großbritannien     | 23 | 22 | 23 | 25 | 25 | 119       |         |      |
| 24   | Derrick Mein          | Vereinigte Staaten | 24 | 23 | 23 | 25 | 24 | 119       |         |      |
| 25   | Thomas Grice          | Australien         | 25 | 22 | 24 | 25 | 23 | 119       |         |      |
| 26   | Derek Burnett         | Irland             | 22 | 24 | 24 | 24 | 24 | 118       |         |      |
| 27   | Alessandro de Souza   | Peru               | 24 | 22 | 25 | 23 | 24 | 118       |         |      |
| 28   | Andreas Makri         | Zypern             | 22 | 25 | 23 | 22 | 25 | 117       |         |      |
| 29   | Shigetaka Oyama       | Japan              | 24 | 22 | 23 | 21 | 25 | 115       |         |      |

### Finale
| Rang | Athlet                | Nation         | Durchgang | Durchgang | Durchgang | Durchgang | Durchgang | Durchgang | Stechen | Anmerkung |
| Rang | Athlet                | Nation         | 1         | 2         | 3         | 4         | 5         | 6         | Stechen | Anmerkung |
| ---- | --------------------- | -------------- | --------- | --------- | --------- | --------- | --------- | --------- | ------- | --------- |
| 1    | Jiří Lipták           | Tschechien     | 20        | 24        | 29        | 34        | 39        | 43        | +7      | OR        |
| 2    | David Kostelecký      | Tschechien     | 23        | 28        | 32        | 36        | 38        | 43        | +6      | OR        |
| 3    | Matthew Coward-Holley | Großbritannien | 21        | 25        | 29        | 33        |           |           |         |           |
| 4    | Jorge Orozco          | Mexiko         | 22        | 26        | 28        |           |           |           |         |           |
| 5    | Yu Haicheng           | China          | 19        | 24        |           |           |           |           |         |           |
| 6    | Abdulrahman al-Faihan | Kuwait         | 18        |           |           |           |           |           |         |           |